# Philippe Jaccottet
Philippe Jaccottet (Moudon, Suiza, 30 de junio de 1925-Grignan, Francia, 24 de febrero de 2021) fue un poeta y traductor francófono de varios idiomas, afincado en Francia desde 1953.

## Trayectoria
Nacido en Moudon, Jaccottet estudió Letras en Lausana, si bien pronto se trasladó a París, donde trabajó para la editorial Mermod durante varios años. Muy joven, conoció al poeta Gustave Roud, con el que mantuvo una importante y larga Correspondencia, 1942-1976.[cita requerida]
Finalmente se instaló, al casarse en 1953 con la pintora Anne-Marie Haesler, en una pequeña población, Grignan, de la comarca de Drôme, en la Provenza. Toda la vida la pasará allí dedicado a la literatura y a la traducción. En ese mismo año, Jaccottet publicó su primer libro de poesía. Y siguió escribiendo —ensayos, críticas, prosas, poemas— desde entonces hasta antes de morir. Hoy se le considera uno de los más grandes poetas de lengua francesa.[cita requerida]
Jaccottet hizo traducciones al francés muy reconocidas, sobre todo del alemán, pero también del italiano, español, ruso y griego. Efectivamente, tradujo a clásicos alemanes como Goethe o Friedrich Hölderlin, y a escritores del siglo XX como Mann, Rilke, así como la obra completa de Robert Musil, de quien se volvió un gran especialista.[cita requerida]
Y asimismo tradujo obras de Leopardi, Ungaretti o Carlo Cassola. A ello se añade una versión del poeta ruso Mandelstam, otra de Góngora y un magnífico Homero: la Odisea.[cita requerida]
Por otro lado, se han traducido al castellano varios de sus libros. Destacó ya en 1975 la versión de su ensayo Rilke por sí mismo. Antonio Martínez Sarrión tradujo un puñado de poemas suyos, y el también poeta Fernando Romera tradujo en 2005 una selección de su lírica 24 poemas. Pero destacan La oscuridad (una bella y extraña narración en primera persona, con un trasfondo existencial) y varios libros de poesía, como Cantos de abajo, A la luz del invierno, Pensamientos bajo las nubes, El ignorante, A través de un vergel, Cuaderno de verdor, Y, sin embargo y Aires, además del ensayo El paseo bajo los árboles. Todas estas versiones se deben al poeta y traductor Rafael-José Díaz, que mantuvo un contacto directo con el autor durante casi dos décadas.[cita requerida]

## Valoraciones
Jean Starobinski ha señalado la confianza que sus poemas suscitan en el lector; la escritura de Jaccottet sería una voz leal que habita el sentido, que encaja en la melodía: ante él pensamos que aún el discurso poético es posible, fuera de la solemnidad y de la grandilocuencia. El autor evita la gratuidad y la brillantez de las imágenes, pero también elude excluirse; Jaccottet no se ausenta, pero si no renuncia a la función expresiva, propia de la lírica, sin embargo, su voz es la de alguien discreto en un grado máximo.
Es uno de los pocos escritores que han sido recopilados en vida por La Pléiade: OEuvres, 2014.

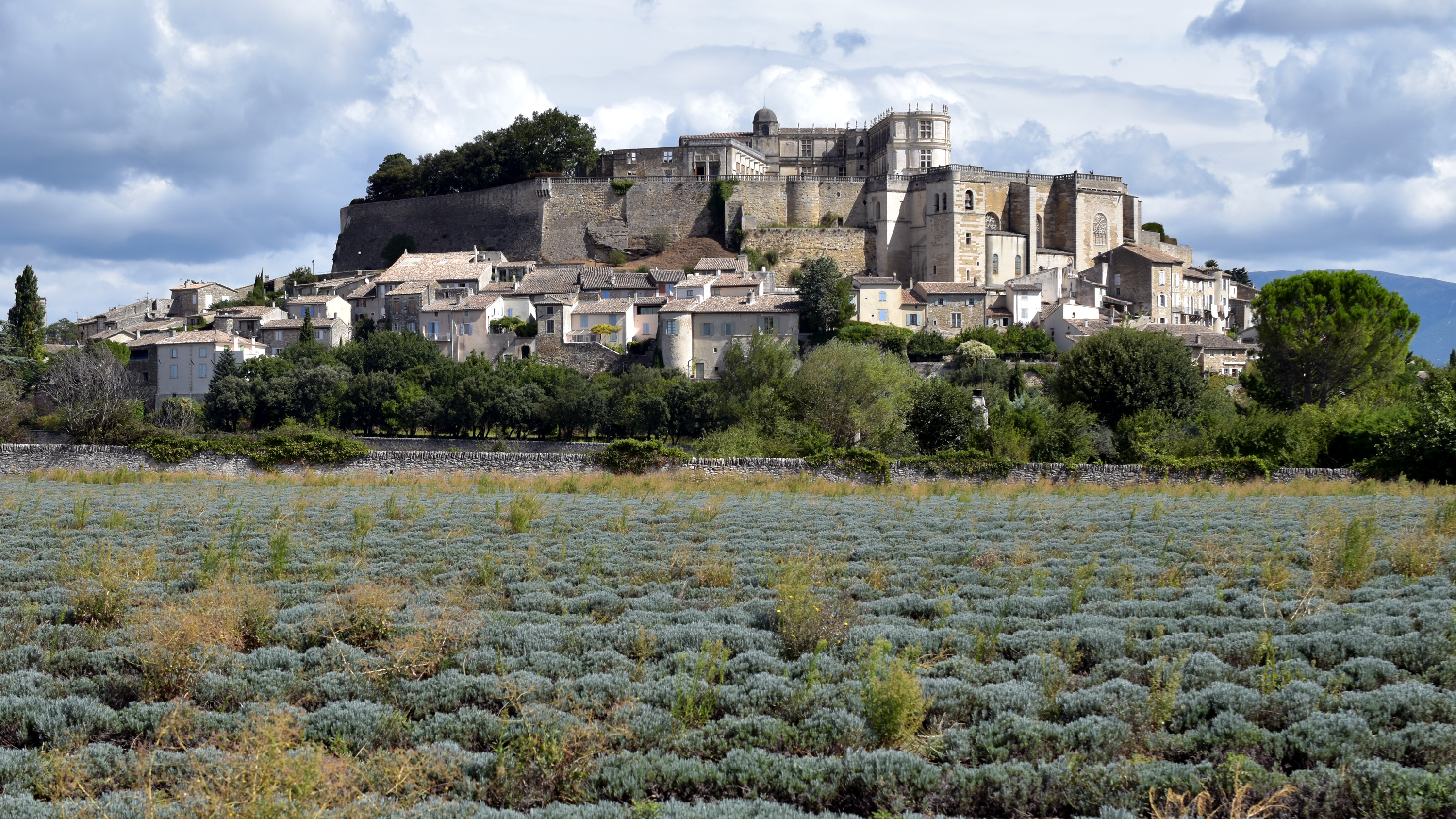
Paisaje de Grignan

### Premios
Jaccottet recibió los siguientes premios:
- Prix des écrivains vaudois, 1958.
- Johann-Heinrich-Voß-Preis für Übersetzung, 1966, de la Academia Alemana de la Lengua y la Poesía.
- Prix Montaigne, 1972.
- Prix Gottfried Keller (sitio), 1981.
- Gran Prix de Poésie de la Ville de Paris, 1985.
- Gran Prix national de Traduction, 1987.
- Petrarca-Preis (sitio), 1988 en Trieste.
- Grand Prix national de Poésie, 1995.
- Friedrich-Hölderlin-Preis, 1997 en Tubinga.
- Horst-Bienek-Preis für Lyrik, 2000, de la Academia de Múnich.
- Prix Goncourt de la poésie, 2003.
- Mérite cantonal vaudois, 2009.
- Gran Prix Schiller, 2010.[cita requerida]

## Obra
- L'Effraie, 1953, poesía.
- L'ignorant, 1952-1956. poesía. Trad: El ignorante, Pre-Textos, 2006. ISBN 978-84-8191-773-4
- L'obscurité, 1961, relato.  Trad: La oscuridad, Artemisa, 2005.  ISBN 978-84-96374-16-4
- La promenade sous les arbres.  Trad: El paseo bajo los árboles, cuatro.ediciones, 2011 ISBN 978-84-938566-0-1, ed. y bibl de Mauricio Jalón, con una entrevista cedida por el autor.
- Airs, 1967. Trad: Aires: poemas 1961-1964, Fundación Godofredo Ortega Muñoz, 2010 ISBN 978-84-614-0846-7
- L'Entretien des muses, 1968, crónicas de poesía.
- Paysages avec figures absentes, 1970, prosas.
- Chant d'en-bas, 1974. Trad: Cantos de abajo, Círculo de Bellas Artes, 2007 ISBN 978-84-87619-20-5
- Rilke par lui-même, 1971. Trad: Rilke por sí mismo, Monte Ávila, 1975, monografía.
- À la lumière d'hiver, 1974, poesía. Trad: A la luz del invierno, Calima, 1997. ISBN 978-84-920468-7-4
- Des Histoires de passage, 1983
- Pensées sous les nuages, 1983, poesía. Trad: Pensamientos bajo las nubes, Calima, 2002, ISBN 84-89972-77-X
- La Semaison, Carnets 1954-1967, 1984
- Une Transaction secrète, 1987, ensayos de poesía.
- Cahier de verdure, 1990, poesía. Trad: Cuaderno de verdor, Bartleby, 2005.  ISBN 978-84-95408-39-6
- Requiem, 1991
- Libretto, La Dogana, 1990, prosa.
- Poésie, 1946-1967, 1971 (Poésie/Gallimard, 1990, con un prólogo de Jean Starobinski).
- Requiem (1946), seguido de Remarques (1990), Fata Morgana, 1991
- Cristal et fumée, Fata Morgana, 1993, viajes por España, Grecia y Egipto.
- A la lumière d'hiver, precedido por Leçons y Chants d'en bas, seguido de Pensées sous les nuages, Gallimard, 1994
- Après beaucoup d'années, Gallimard, 1994
- Autriche, L'Age d'homme, 1994
- Eaux prodigues, Nasser Assar, litografías, La Sétérée, J. Clerc, 1994
- Ecrits pour papier journal: chroniques 1951-1970, Gallimard, 1994, textos presentados por Jean Pierre Vidal.
- Tout n'est pas dit: billets pour la Béroche: 1956-1964, Le temps qu'il fait, 1994.
- La seconde semaison: carnets 1980-1994, Gallimard, 1996.
- Beauregard, Zoé, 1997, postfacio de Adrien Pasquali.
- Paysages avec figures absentes, 1976; Poésie/Gallimard, 1997.
- Observations et autres notes anciennes : 1947-1962, Gallimard, 1998, notas diversas.
- A travers un verger; seguido de Les cormorans y Beauregard, Gallimard, 2000. Trad: A través de un vergel, Ultramarino, 2003.
- Carnets 1995-1998: la semaison III, Gallimard, 2001
- Notes du ravin, Fata Morgana, 2001.
- Et, néanmoins, Gallimard, 2001, prosas y poesías. Trad: Y, sin embargo, Trea, 2010 ISBN 978-84-9704-485-1
- Le bol du pèlerin (Morandi), La Dogana, 2001.
- Une Constellation, tout près, La Dogana, 2002.
- A partir du mot Russie, Fata Morgana, 2002.
- Gustave Roud, Seghers, 2002, presentación y selección de textos realizada por Jaccottet.
- Correspondance, 1942-1976 / Philippe Jaccottet, Gustave Roud, Gallimard, 2002, edición de José-Flore Tappy.
- Nuages, con Alexandre Hollan, Fata Morgana, 2002.
- Cahier de verdure, junto con Après beaucoup d'années, Gallimard/poésie, 2003.
- Truinas, le 21 avril 2001, Ginebra, La Dogana, 2004.
- De la poésie, Arléa, 2005, entrevista con Reynald André Chalard.
- Correspondance, con Giuseppe Ungaretti, 2007.
- Ce peu de bruits, Gallimard, 2008
- L'encre serait de l'ombre (1946-2008), 2011.
- OEuvres, La Pléiade, 2014.

## Enlaces
- Philippe Jaccottet traducteur et poète : une esthétique de l'effacement Memoria de Mathilde Vischer.
- La poétique de l'espace dans l'œuvre de Philippe Jaccottet Memoria de Damien Berdot.
- Jaccottet et la poétique Artículo de J.M. Maulpoix.
- Entrevista con Mathilde Vischer.

- Datos: Q123521
- Multimedia: Philippe Jaccottet / Q123521